# No Fate
No Fate è un singolo del gruppo tedesco Scooter pubblicato nel 1997. Questa traccia non era presente in nessun album precedente, ma è stata inclusa come bonus nella compilation Rough and Tough and Dangerous, che contiene i singoli e i lati B degli inizi degli Scooter (il cosiddetto First Chapter).
Il brano è una cover della traccia del 1992 No Fate del rapper tedesco René Swain che è stata anch'essa reinterpretata dai Limited Growth nello stesso anno. La versione degli Scooter è una cover di quest'ultima dal punto di vista dei diritti d'autore.
Questa è l'ultima traccia del First Chapter ed è l'ultimo singolo a cui ha partecipato Ferris Bueller.
Le foto per il singolo sono state scattate sull'isola tedesca di Norderney. Una delle foto non utilizzate al tempo, in cui appaiono tre cavalli, è stata poi usata per la copertina del singolo Call Me Mañanaa.

## Tracce
1. No Fate (Single Mix) – 3:38
2. No Fate (Full Length) – 6:24
3. No Fate (R.O.O.S. Mix 1) – 7:44
4. No Fate (R.O.O.S. Mix 2) – 7:44
5. No Fate (Trance Mix) – 7:04

## Altre versioni
Una versione live del brano è inclusa nell'edizione limitata dell'album del 1999 "Back To The Heavyweight Jam".
Una versione live è inclusa nell'album dal vivo del 2002 "Encore - Live and Direct".